# Pomatosace filicula
Pomatosace filicula es la única especie del género monotípico Pomatosace, perteneciente a la familia de las primuláceas.

## Descripción
Tiene hojas numerosas, formando una roseta plana; pecíolo de medio a largo como la lámina de la hoja, escasamente velloso; lámina de la hoja estrechamente oblonga, 1,5-9 X 0,6 a 1,5 cm, que se estrecha en la base, con escasos pelos multicelulares blancos a lo largo de la vena media, pinnatífidas a casi pinnatisectas; lóbulos lineales, de 1 - 2 mm de ancho, margen entero o con 1 o 2 dientes, ápice obtuso a agudo. Escapo de   3-9 (- 16) cm, escasamente velloso; umbelas  6-12 florecidas; brácteas lineares, 2-6 mm, esparcidamente piloso. Pedicelo 1 - 12 mm, glabro.  Corola de color blanco, en forma de tubo de   1,8 mm. El fruto es una cápsula de 4 mm de diámetro. Fl. May-Jun, fr. Jun-agosto.

## Distribución y hábitat
Se encuentra en prados alpinos, laderas cubiertas de hierba, bancos de arena a lo largo de los ríos, lugares húmedos en los valles; a una altitud de 2800 - 4500 metros en Qinghai, Sichuan y Xizang.

## Taxonomía
Pomatosace filicula fue descrita por Carl Johann Maximowicz y publicado en Bulletin de l'Academie Imperiale des Sciences de St-Petersbourg 27(4): 500. 1881.